# Campeonato Mundial de Remo de 2008
O Campeonato Mundial de Remo de 2008 foi a 38º edição do Campeonato Mundial de Remo, foi realizado no  Canal de Regatas de Ottensheim em Ottensheim, Áustria. Foram realizada apenas provas não olímpicas.

## Resultados

### Masculino
| Evento                      | Ouro | Prata | Bronze |
| --------------------------- | --- | --- | --- |
| Dois com timoniro M2+       | Gabriel Bergen · James Dunaway · Mark Laidlaw (t) · Canadá · 7:06,69 | Sébastien Lente · Benjamin Lang · Benjamin Manceau (t) · França · 7:08,64 | Nicholas Baxter · Fergus Pragnell · Hugh Rawlinson (t) · Austrália · 7:09,30 |
| Scull ind. ligero LM1X      | Duncan Grant · Nova Zelândia · 6:52,38 | Jaap Schouten · Países Baixos · 6:52,73 | Ilias Pappas · Grécia · 6:55,00 |
| Cuatro scull ligero LM4X    | Franco Sancassani · Daniele Gilardoni · Stefano Basalini · Daniele Danesin · Itália · 5:57,30                                                                               | Pierre-Étienne Pollez · Fabrice Moreau · Jérémie Azou · Rémi di Girolamo · França · 5:57,56                                                                                              | Stephan Schad · Knud Lange · Felix Övermann · Michael Wieler · Alemanha · 5:59,50 |
| Dos sin timonel ligero LM2- | Nikolaos Gkountoulas · Apostolos Gkountoulas · Grécia · 6:40,92 | Andrea Caianiello · Armando Dell'Aquila · Itália · 6:42,88 | Goran Nedeljković · Miloš Tomić · Sérvia · 6:45,25 |
| 8 con timonel ligero LM8+   | Simon Carcagno · Andrew Bolton · Colin Farrell · Mike Altman · Patrick Todd · Will Daly · Thomas Paradiso · Matt Muffelman · Ned del Guercio (t) · Estados Unidos · 5:50,29 | Matthias Veit · Marc Rippel · Johann-Sebastian Diemann · Jonas Schützeberg · Matthias Schömann · Adrian Bretting · Olaf Beckmann · Axel Schuster · Martin Sauer (t) · Alemanha · 5:51,69 | Pieter Rom Colthoff · Diederick van den Bouwhuijsen · Reinoud de Groot · Dennis Beemsterboer · Rutger Bruil · Jolmer van der Sluis · Maarten Tromp · Maarten de Boer · Ryan den Drijver (t) · Países Baixos · 5:52,37 |

- (t) - timoneiro

### Feminino
| Evento                    | Ouro                                                                                            | Prata                                                                                       | Bronze                                                                                       |
| ------------------------- | ----------------------------------------------------------------------------------------------- | ------------------------------------------------------------------------------------------- | -------------------------------------------------------------------------------------------- |
| 4 s/ timon. W4-           | Volha Shcharbachenia · Natallia Helaj · Yuliya Bichyk · Hanna Najayeva · Bielorrússia · 6:39,79 | Karen Colwell · Stesha Carle · Sarah Trowbridge · Esther Lofgren · Estados Unidos · 6:43,69 | Lea Jakobsen · Lisbet Jakobsen · Fie Graugaard · Cecilie Christensen · Dinamarca · 6:44,64   |
| Scull ind. ligeiro LW1X   | Pamela Weisshaupt · Suíça · 7:43,26                                                             | Sinead Jennings · Irlanda · 7:43,81                                                         | Mirna Rajle Brođanac · Croácia · 7:47,15                                                     |
| Quatro scull ligeiro LW4X | Ingrid Fenger · Bronwen Watson · Miranda Bennett · Alice McNamara · Austrália · 6:36,41         | Monika Myszk · Magdalena Kemnitz · Weronika Deresz · Ilona Mokronowska · Polónia · 6:39,38  | Hannah Moore · Rebecca Smith · Wendy Tripician · Elizabeth Peters · Estados Unidos · 6:40,77 |

- (t) - timoneiro

## Quadro de Medalhas
| Ordem | País           | Medalha de ouro | Medalha de prata | Medalha de bronze | Total |
| ----- | -------------- | --------------- | ---------------- | ----------------- | ----- |
| 1     | Estados Unidos | 1               | 1                | 1                 | 3     |
| 2     | Itália         | 1               | 1                | 0                 | 2     |
| 3     | Austrália      | 1               | 0                | 1                 | 2     |
| 3     | Grécia         | 1               | 0                | 1                 | 2     |
| 5     | Bielorrússia   | 1               | 0                | 0                 | 1     |
| 5     | Canadá         | 1               | 0                | 0                 | 1     |
| 5     | Nova Zelândia  | 1               | 0                | 0                 | 1     |
| 5     | Suíça          | 1               | 0                | 0                 | 1     |
| 9     | França         | 0               | 2                | 0                 | 2     |
| 10    | Alemanha       | 0               | 1                | 1                 | 2     |
| 10    | Países Baixos  | 0               | 1                | 1                 | 2     |
| 12    | Irlanda        | 0               | 1                | 0                 | 1     |
| 12    | Polónia        | 0               | 1                | 0                 | 1     |
| 14    | Croácia        | 0               | 0                | 1                 | 1     |
| 14    | Dinamarca      | 0               | 0                | 1                 | 1     |
| 14    | Sérvia         | 0               | 0                | 1                 | 1     |
|       | TOTAL          | 8               | 8                | 8                 | 24    |